# 2016年リオデジャネイロオリンピックの独立参加選手団
2016年リオデジャネイロオリンピックの独立参加選手団（2016ねんリオデジャネイロオリンピックのどくりつさんかせんしゅだん）は、2016年8月5日から8月21日にかけてブラジルのリオデジャネイロで開催された2016年リオデジャネイロオリンピックで、クウェート選手のみで構成された独立参加選手団、およびその競技結果。

## 概要
クウェート政府のスポーツへの干渉を問題視した国際オリンピック委員会が、クウェートの国内オリンピック委員会の資格停止処分を解除しなかったため、今大会のクウェート選手団はオリンピック旗の下に独立参加名義で参加することとなった。
独立参加選手団として臨んだ今大会では、金メダル1個、銅メダル1個の合計2個のメダルを獲得した。

## 選手団
- 人員: 選手 9人

## メダル獲得者
| メダル | 名前                       | 競技 | 種目               | 日付（現地） |
| ------ | -------------------------- | ---- | ------------------ | ------------ |
| 金     | フェハイド・アル＝ディハニ | 射撃 | 男子ダブルトラップ | 8月10日      |
| 銅     | アブドゥラ・アル＝ラシディ | 射撃 | 男子スキート       | 8月13日      |

## 種目別選手・スタッフ名簿及び成績

### フェンシング
- アブドゥルアジズ・アル＝シャッティ（男子エペ個人）1回戦敗退

### 射撃
- アフマド・アル＝アファシ（男子ダブルトラップ）128 予選敗退
- フェハイド・アル＝ディハニ（男子ダブルトラップ）26  金メダル
- アブドゥルラフマン・アル＝ファイハン（男子トラップ）115 予選敗退
- ハリド・アル＝ムダフ（男子トラップ）117 予選敗退
- アブドゥラ・アル＝ラシディ（男子スキート）16  銅メダル
- サウド・ハビブ（男子スキート）117 予選敗退

### 競泳
- アッバス・カーリ（男子100mバタフライ）54秒63 予選敗退
- ファエ・フセイン（女子50m自由形）26秒86 予選敗退